# 尼康D600
尼康D600是尼康公司（Nikon）於2012年9月推出的入门级全画幅數位單反相機，与佳能的EOS 6D相对位，定位与售价均低于尼康在同年发布的准专业级高端全幅单反尼康D800。
尼康D600與定位更为高端的D800不同之处主要在于：
- 机身材质：不同于D800使用一体式镁铝合金机身，尼康D600只在机身的顶部和背部採用鎂鋁合金加固，前面板和底部则采用了工程塑料。兼顧機身強度與輕巧的特性，使機身控制在760g的重量，但同时也导致其坚固性、密封性、防护性与防尘防滴溅的能力略逊于D800。
- 同時，雖不及D800之高像數，但D600具高達2,426 萬有效像素的索尼IMX128感光元件，足可應付普遍拍攝及大部份輸出印刷物品需求。这块影像传感器亦被应用于索尼A7II、索尼α99、以及后来的尼康D610、尼康D750等全画幅机型上。
- 操作模式仍为尼康经典的转盘式，而没有像D800那样将左肩的模式转盘改为更加专业的三叶草测光按键。同时由于定位的原因也并没有如D800那样配备独立的AF-ON按钮及取景器挡光开关。

## 規格
- 像素（感光元件/有效）：2470/2426 萬像素
- 感光元件大小：35.9 x 24.0mm
- 感光元件種類：CMOS
- 最大解像度：6,016 x 4,016
- 耐用特性：防塵防水滴
- 動畫解像度：	
  - 1920 x 1080 （30, 25, 24 fps）,
  - 1280 x 720 （60, 50, 30, 25 fps）,
  - 640 x 424 （24 fps）
- 影像處理器： EXPEED 3
- ISO感光度範圍：50-25600
- 儲存媒體：SD / SDHC / SDXC，雙插槽
- 電池種類：鋰離子充電池
- 機身重量：760 克
- 重量（含電池）：850 克
- 體積：141 x 113 x 82mm

## “掉渣门”风波
不少用户在购买D600后的使用过程中，发现拍出来的照片具有黑点，许多用户为此多次进行维修。这些黑点后来证实为D600相机快门的帘幕材质由于快门的高速运动所带来的震动脱落，贴附在CMOS上所致。然而尼康公司对此事件波及面与严重性没有正确认识，而未予足够重视，仅在2013年《致尼康D600数码单反相机用户》提及该问题存在，而并未给出实质对策。在2014年的央视315晚会上，终于将此事曝光，而使得尼康陷入公关危机。节目中记者暗访时，维修点人员推搪的理由“雾霾太大”后也成为网友恶搞素材。
对于2014年央视315晚会曝出的“掉渣门”，尼康中国公司于2014年3月16日下午表示：暂时还无法判定相机是否存在品質问题。不过，上海市工商局已要求尼康在全国范围下架D600单反相机。
尼康公司稍后于3月17日进行回应，并发布《致尊敬的尼康数码单反相机“D600” 用户》，并于3月18日开始D600的专项免费热线。其中提及对于用户的D600相机进行免费维修服务。
根据一些用户实测确认，尼康的具体策略是对于多次维修仍存在问题的D600实行免费更换新款D610。